# HQ-862
Tàu quét mìn HQ-862 là một tàu thuộc lớp Sonya của Hải quân Nhân dân Việt Nam. Một trong 4 tàu thuộc lớp này được Liên Xô viện trợ cho Việt Nam.
Tàu HQ-862 thuộc biên chế của Hải đội 314, Lữ đoàn 161, Bộ tư lệnh Vùng 3 Hải quân. Tàu thường đại diện Việt Nam tham gia các đợt tuần tra, diễn tập quốc tế với Hải quân Hoa Kỳ, Hải quân Quân Giải phóng Nhân dân Trung Quốc.